# Drev (båt)

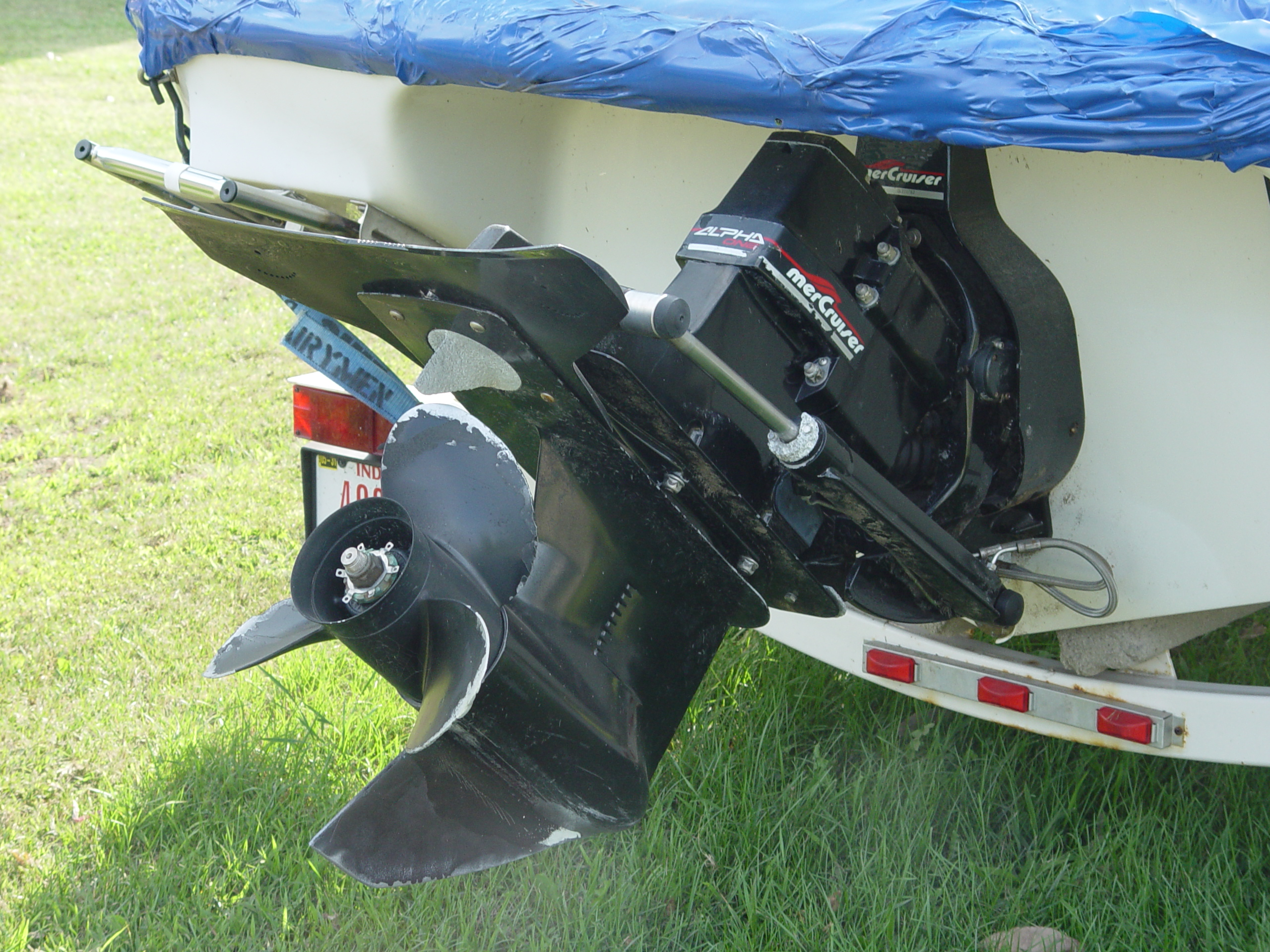
Inu-drev

Ett drev, eller AQ-drev, eller inu-drev, sitter monterat på akterns utsida på motorbåtar med förbindelse med till exempel en bensinmotor eller en dieselmotor. Ett Z-drev används på segelbåtar där motsvarande växelhus sitter monterat under båten vertikalt från motorn. Det kan vara fast eller styrbart.
Drevet började tillverkas av Volvo Penta och visades första gången på en båtutställning 1959 under produktnamnet Aquamatic. Därav namnet AQ-drev eller endast drev.
Ett drev idag är både styr- och trimbart. Trimma gör man genom att via hydrauliska cylindrar vinkla propellern upp eller ner. Detta ger effekten att båtens för kan höjas och sänkas för att få bästa och säkraste gångläge. Trimning är användbart också försiktigt vid gång på mycket grunt vatten. Är det dubbla motorer/drev i båten kan även båtens roll (krängning) justeras.

## Funktion
På motorns svänghjul sitter AQ-drevets inaxel, som i sin tur driver en pinjong (kugghjul). Denna driver i sin tur ett par kugghjul som sitter vertikalt monterade. Dessa två kugghjul är inte monterade direkt på vertikalaxeln utan sitter på en växlingsmekanism som i sin tur sitter monterad på vertikalaxeln. Denna växlingsmekanism gör att pinjongen och ett av kugghjulen griper in och man har "växel i" och båten kan drivas framåt eller bakåt. Vertikalaxeln driver i sin tur den undre växelns kugghjul och propelleraxeln.

## Övrigt
Andra typer av marina transmissioner är backslag, segelbåtsdrev, vattenjet, roderpropeller IPS.